# Stoh (Krkonoše)
Stoh (německy Heuschober) je vrchol v České republice ležící v Krkonoších. Nadmořská výška vrcholu 1319 m z něj činí 50. nejvyšší horu Česka.

## Poloha
Stoh se nachází v centrálních Krkonoších asi 3,5 km východně od Špindlerova Mlýna Je prvním vrcholem rozsochy vybíhající západním směrem z asi 1,5 km vzdálené Zadní Planiny. Od ní a od jihozápadně ležící Přední Planiny jej oddělují nepříliš hluboká sedla. Severní a jižní svahy vykazují značné převýšení, severní, spadající do Dlouhého dolu je navíc velmi prudký. Hora se nachází na území Krkonošského národního parku.

## Vodstvo
Stoh se nachází v povodí Labe. Svatopetrský (či též Dolský) potok sbírající vodoteče odvodňující severní svah se ve Špindlerově Mlýně do něj zleva vlévá. Na jižním svahu pramení potoky sbíhající se v jeho dalším přítoku - Malém Labi.

## Vegetace
Vrcholová partie Stohu je hustě porostlá klečí. Původní smrčiny na úbočích byly z velké části vykáceny. Na jižním svahu se nachází rozsáhlá luční enkláva Klínové Boudy.

## Komunikace a stavby
Vrcholová partie Stohu je prosta staveb. Na severozápadní úbočí vede ze Svatého Petra o délce 1122 metrů lyžařský vlek a sjezdovka. Modře značená trasa KČT 1807 ze Špindlerova Mlýna na Výrovku stoupá severním svahem do sedla mezi ním a Zadní Planinou.